# Bossiaea praetermissa
Bossiaea praetermissa är en ärtväxtart som beskrevs av James Henderson Ross. Bossiaea praetermissa ingår i släktet Bossiaea och familjen ärtväxter. Inga underarter finns listade i Catalogue of Life.